# سد أساغاوارا
سد أساغاوارا هو سد يقع في توكاماتشي، محافظة نيغاتا، اليابان، تم الانتهاء منه في عام 1945. 